# Горелово (аэродром)
Горелово — бывший военный аэродром на юге Санкт-Петербурга, в одноимённом округе Горелово.
Расположен рядом с пос. Аннино, Ленинградской области, 11 км на юго-запад от аэропорта Пулково.
Являлся местом развития авиации общего назначения для базирования небольших самолётов с вместимостью до 20 человек. Восточная часть полосы является взлетной площадкой для вертолетов 419-го Авиаремонтного завода.
В апреле 2024 г. было принято решение о передаче всего комплекса в собственность ООО «ГК Алькор» «в целях реализации проекта по формированию туристско-рекреационного кластера на территории г. Кронштадта».

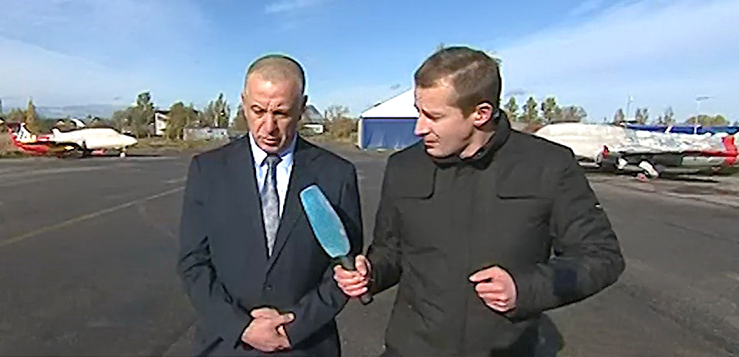
Репортаж телеканала Санкт-Петербург (TopSpb.tv, 08.10.2018). План развития инфраструктуры для гражданской авиации, разработанный совместно комитетами по транспорту Санкт-Петербурга и Ленинградской области.

## История
В январе 1938 года в Горелово под Ленинградом был сформирован 19-й истребительный авиационный полк на базе 58-й и 70-й истребительных аэ и 33-й разведывательной аэ, входивших в состав 54-й лёгкой авиационной бригады.
С 30 ноября 1939 по 13 марта 1940 года полк защищал северо-западные рубежи страны и Ленинград. За этот период боевых действий выполнено 3412 боевых вылетов.
11 апреля 1940 года за отличное выполнение заданий командования в ходе боевых действий на Карельском перешейке полк награждён орденом Красного знамени.
С марта 1951 года на аэродроме базируется 29-й гвардейский истребительный авиационный Волховский полк, прибывший из Кореи. Входил в систему ПВО Ленинграда.
С 1952 года на аэродроме базируется также 11-й гвардейский истребительный авиационный Выборгский ордена Кутузова полк ПВО. 21 июня 1965 года полк расформирован.
В мае 1969 года 29-й гвардейский истребительный авиационный Волховский полк расформирован, а аэродром передан 419-му авиаремонтному заводу. Часть помещений полка заняло созданное в 1967 году ЛВВПУ ПВО имени Ю. В. Андропова.
До начала 1990-х отсюда летали самолёты транспортной авиации (Ан-8, Ан-12) на аэродромы Прибалтийского военного округа.
На данный момент на аэродроме базируется один из 3-х летающих Ил-14, восстановленный энтузиастами.
В разное время на аэродроме базировались подразделения и части вооружённые следующими самолётами:
- И-16
- И-153
- (Харрикейны)
- (Ла-5) — базировались не в Горелово, а на полевом аэродроме угол Светлановского и Тихорецкого, где с 1941 по 1944 годы базировался 44/11 гв ап.
- (Спитфайер−5) — до 1950 года — военная история
- МиГ-17 (29-й гв. иап, 11-й гв. иап)
- Су-9 (29-й гв. иап)

Сейчас готовится проект планирования территории после решения в апреля 2024 г. о передаче всего комплекса аэродрома в собственность ООО «ГК Алькор» «в целях реализации проекта по формированию туристско-рекреационного кластера на территории г. Кронштадта».